# 金丽秋

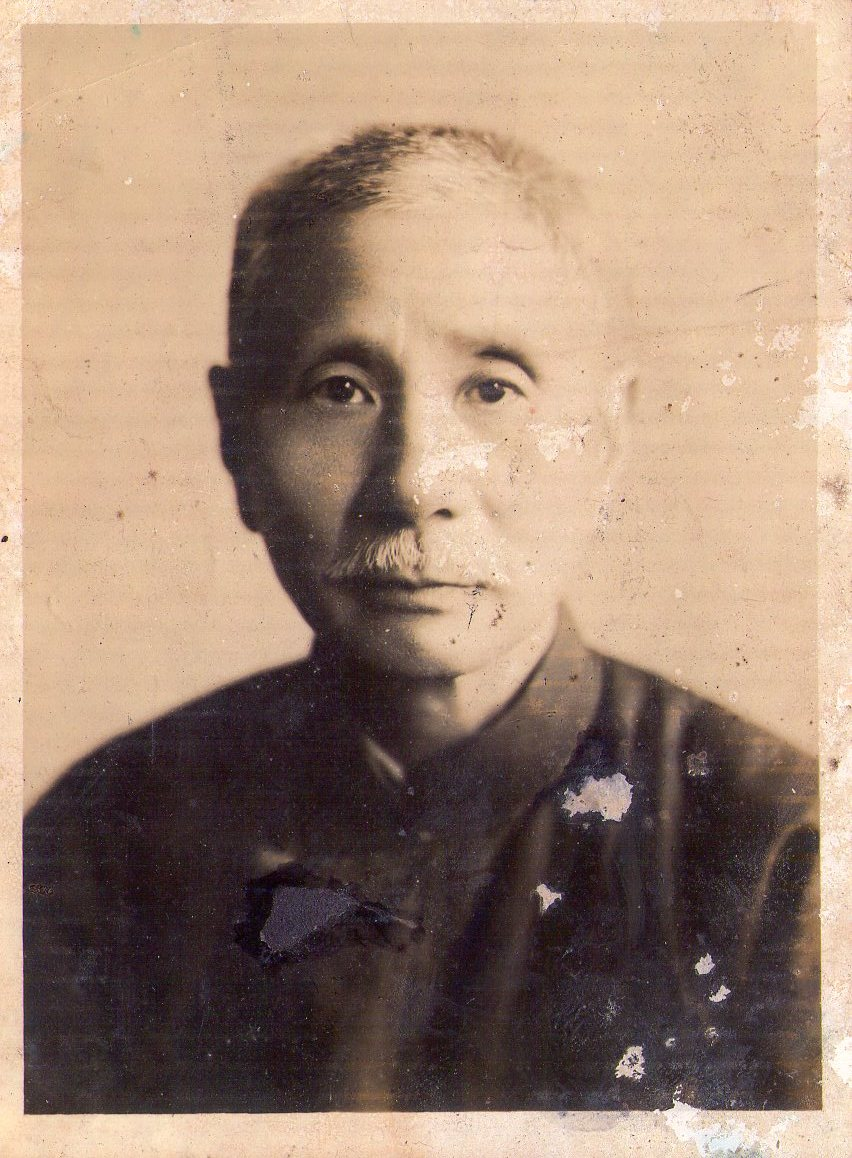
晚年金丽秋

金丽秋（1883年—1957年），原名金鉴，四川泸县人。辛亥革命革命家，实业救国实业家，妇女教育先驱，川江航运先驱

## 生平

### 早年
1902年，金丽秋就读于泸州经纬学堂（现川南师范学院）前身，因阅读《革命军》、《浙江潮》、《警世钟》、《鹊声报》、《苏报》、《杭州十日》等，成立“输新社”。其成员有：陈伯愆、黄容九，黄方、黄树中（后更名为复生）、赵铁桥、陈漱云、李琴鹤、杨兆容、梅秉钧、雷铁岩、邓絮、胡玉鸣等二十余同学。
宗旨:唤起群众，推翻帝制、救国救民、振兴中华。清官方发现后，这些学生被开除。

### 19世纪初东渡日本留学
1903年，金丽秋同其他同学东渡日本，就读日本东京宏文师范学习日语，第二年转入日本早稻田大学。当时留日的四川学生有：井研县人金硕甫，重庆人杨沦白，富顺人谢持，叙永人赵铁桥，泸州经纬同学陈漱云，杨兆容，李琴鹤等人。

### 参加同盟会
1905年，孙中山先生发起组织兴中会，1905年更名为同盟会。金丽秋参加同盟会，并在东京积极从事推翻清朝的革命活动。

### 倾家荡产支援辛亥革命
1907年，革命党川南支部经东京同盟会总部指示”留日学生回川工作“。金丽秋离开东京，回泸县投身革命，从事内勤秘书工作。1908年，永宁起义。同盟会员黄鹿生，黄复生，熊克武，杨兆蓉在永宁制造炸弹，引起爆炸，惊动清朝官方。

### 兴办利济火柴厂，掩护炸药准备辛亥革命起义
为制造炸药，陈漱云、席乾生、金丽秋、李琴鹤，以兴办火柴厂为名，从日本把炸药连同机器一并买回，暗中制造炸弹。金丽秋和杨兆蓉两次赴贵州毕节办理申请开办火柴厂手续，耗尽家资，几经周折，终于在贵州赤水县把火柴厂办了起来，取名“利济”。 
1910年革命党川南总司令部成立，黄方任川南军政府总司令。火柴厂由贵州毕节迁移到泸县杜家街建立泸县小市利济火柴厂。
1911年10月10日，武昌起义，辛亥革命风起云涌。
1911年11月23日，四川重庆成立革命党蜀军政府。
1911年11月27日，清廷派来四川镇压革命的端方在资中被刺，四川总督赵尔丰被镇压。合江革命军包围县城。同盟会员策反川南永宁道炮兵队、泸州都司、驻泸盐务巡防与泸州守备官兵起义，农历10月初六（待考证公元日期），道台刘朝望在泸县考棚（现泸州11中）宣布反正，投向革命军，先成立川南军政府。金丽秋任川南军政府政事部部长。后改组为川南总司令部。但懋辛为总司令，未到职，由黄方代理。金丽秋任川南总司令部民政科科长，下设厘金局，局长卢春浦。
1912年1月19日，川南军政府总司令黄方遭滇军黄子和部袭击，壮烈牺牲。同年3月18日蜀军政府追赠黄方等为辛亥革命烈士。
根据泸州赵永康所撰《佘英、黄方纪念碑》回忆，民国37年（1948年）1月29日，金丽秋，李琴鹤，陈漱云等人筹款兴建佘英、黄方烈士纪念碑落成，位于现泸州市文化宫内。碑身为金丽秋所提写。
现在金丽秋题词的碑文底座一面在1949年后泸县政府用水泥抹掉。

### 中华民国四川省参议员
1916年，合江县选举金丽秋为中华民国四川合江县议员，后选为中华民国四川省议员。后被选为第二届四川省议员。共任四川省议员六年。
据袁继成《中华民国政治制度史》记载，民国初年，地方行政区域为设立22个行省和若干特别行政区。各省立法机关为省议会。省议会议员由选举产生，其名额依《各省第一届省议会议员名额表》的规定为： 
　　直隶184 奉天64 吉林40 黑龙江40 江苏160　安徽108 江西140 
　　浙江152 福建96 湖北104　湖南108 山东132 河南128 山西112 
　　陕西84　甘肃56 新疆40 四川140 广东120 广西76　云南88  贵州52 
　　选举方法采间接选举制，分初选与复选。初选以县为单位进行，初选选出之人，才是真正选举省议员之人。选举人资格与国会议员的选举资格相同，即：一、年纳直接税2元以上者；二、有值500元以上不动产者；三、有小学毕业以上文化程度者；四、年满21岁以上之男子；五、在选举区内居住满2年者。被选人资格规定应年满25岁以上，比选举人之年龄要求大4岁。复选结果，由选举监督通知当选人。当选人接通知后，应于20日内答复是否愿意担任省议员，逾期不答，即表示不愿担任。凡答复愿意担任的人，即给予省议员证书，为省议员。 
　　省议员任期3年，连选可以连任。省议员不得同时作国会议员，亦不得兼任行政官吏。 
　　省议会每年举行1次，每次会期为60天，必要时得延长，但最多不能超过80天。省议会开会时通常准许外人旁听。省议会的职权有三项：一、议决权（省单行条例、省预算决算、省税、省债、省财产的处理等），二、监督权（受理人民行政诉愿，对违法省行政长官提出弹劾，对违法纳贿的省内官吏提请省行政长官重办，对本省行政事项提出质问书）；三、建议权，包括提出行政性建议及答复省行政长官的咨询。
省议会的决议咨送省行政长官公布执行，省行政长官如认为议决不当，可于5日内咨请省议会复议；如认为议决案违背现行法律，可咨达省议会撤销该项决议。省行政机关对省立法机关的这种制约措施，省立法机关对此亦可进行反制约，即向国家最高司法机关提出诉讼。 
　　1914年1月10日，袁世凯宣布停止国会议员职务，2月28日，又下令解散各省省议会。黎元洪在1916年8月1日重开国会后，于同月14日令各省省议会应于10月1日由各省行政长官召集复会。

### 创办江源轮船公司，川江航运先驱
1922年，金丽秋邀集亲友屈恒升、汤景山、夏哲林等人，集资四万余银元，成立“江源轮船公司”，公司地址设在重庆。他在上海江南造船厂，购置江源轮船一艘，可载货二百余吨，乘客二三百人，行驶于泸州、重庆、宜昌370余公里之间。金丽秋任董事长，陈漱云曾任总经理，黄攸藤曾任船上总经理。当时造船厂按船价抽5%作为经办人回扣酬金，金丽秋分文不收，全数收入公司。后陆续从日本购买“蜀丰”、“扬子江”、“金沙江”等五艘轮船，航线行驶到上海，给川江旅客提供方便，各港口物质流通，带来经济发展。民生公司总经理卢作孚曾多次会访金丽秋，相互交流办航运经验。金丽秋主张公司员工入股逐步转变为股东，使得员工成为公司的主人翁，充分发挥其积极性。

### 参加顺泸起义
1926年，国民党左派以杨闇公为领导，在重庆莲花池成立地委。后来以杨闇公，朱德，刘伯承组成重庆中共军委领导著名的“顺泸起义” ，金丽秋、杨沦白、雷心正（女）、丁秀春（女）等人参加。

### 重庆游行，被军阀通缉
1927年3月31日，杨闇公领导组织了以重庆学生为主，各界人士参加，抗议英国军舰炮击四川万县、南京人民群众罪行大会，遭到军阀刘湘血腥镇压，当场死亡数百人，杨闇公当场牺牲。此为重庆打枪坝惨案。当年四月，重庆警备司令王陵基发出通缉令，其中就有金丽秋。当时泸州起义的刘伯承革命军正遭受刘湘的十万大军包围。金丽秋前往上海避难。
金丽秋一走，江源轮船在江安毁于火灾。公司群龙无首，业务江河日下。各轮船先后出卖与民生公司。江源轮船公司至此结束。

### 中国招商局
1927年，金丽秋被中国招商局总监赵铁桥聘为秘书长。1929年（日期待考），金、赵同车上班，途中遭遇刺客。赵铁桥身中五弹，送医院因流血过多去世。金丽秋躲过一劫。

### 开办女学教育
1930年，金丽秋，温韩桢捐银2000两创办泸县育群女学。金丽秋任泸县育群女学校长，泸县市政府参事，泸县图书馆馆长。后又捐款兴建泸县图书馆。

### 实业救国
1933年，重庆市银行公会，重庆市钱业公会，成立银钱业联合公会、联合公库。刘航燊任公会、公库主席。聘金丽秋为重庆市银行公会、重庆市钱业公会秘书长。
1936年，四川禁烟局在重庆成立，周见三任局长，聘金丽秋为四川禁烟局秘书长。
1938年，捐资兴办惠民面粉厂。20年代驻扎泸州部队杨森离开时留下东岳庙机修厂部分闲置设备及工人数名。经该部队留守人刘子渝，约集李琴鹤，金丽秋等人出资建成机械打米厂。后在蓝田坝天上宫建成日产若干吨机制面粉厂，定名为“惠民面粉厂”。
1943年，金丽秋大力经营泸县小市利济火柴厂，提供数千员工就业。民国财政部在泸县成立火柴专卖公司，泸州利济、傅利火柴厂改为泸州火柴联合制造厂，金丽秋任董事长，泸州火柴专卖公司曹楚材任经理。
1949年，中国共产党取代国民党成为中国大陆执政党，私营企业主被要求上交企业，进行公私合营。泸州火柴联合制造厂变为泸州火柴厂。

### 家庭
金丽秋妻子屈氏为泸县屈恒升的女儿，14岁嫁给金丽秋，共养育4个孩子，30岁过世。金丽秋继承家产万贯，但妻子屈氏30岁过世后，其深感自己忙于革命和实业救国，有负妻子，终身未续弦。同时代在泸州的军阀杨森，曾纳妾12名。
三反五反运动中，金丽秋被指控犯有偷税漏税罪。金丽秋因有土地、工厂，被划定为地主，资本家，反革命。年过六十的金丽秋，被捆起来拷问有没有财产埋在地下没有交出来给农民，要补偿给他做工的工人和农民。其子女在街上摆地摊，变卖家中所有变卖以脱身。公私合营中，泸州人民政府将金丽秋参股的泸州火柴厂，泸州面粉厂等折价数十元支付给金丽秋，将工厂土地，机器设备，无形资产等，全部收归政府所有。
1957年，批斗资本家运动中，据亲属回忆，金丽秋被逼穿上棉袄，站在酷暑下暴晒。
金丽秋辞世，终年71岁。